# Бородин, Максим Александрович
Макси́м Алекса́ндрович Бороди́н (укр. Максим Олександрович Бородін; род. 15 февраля 1973, Днепропетровск, Украинская ССР, СССР) — украинский поэт (до 2019 года писал преимущественно на русском языке). Сооснователь и соредактор днепровского самиздат-альманаха «СТЫХ».

## Биография
Окончил Приднепровскую государственную академию строительства и архитектуры. Инженер-строитель, кандидат технических наук (2002). Живёт и работает в Днепре.
Стихи и малая проза публиковались в журналах «Арион», «Артикль», «Воздух», «Волга», «Двоеточие», «Дети Ра», «Крещатик», «НАШ», «Новая Юность», «Новый мир», «©оюз Писателей», «Футурум АРТ», «Черновик», Homo Legens, сетевом журнале TextOnly, альманахах «Вавилон», «Девятый сфинкс», «Журнал Поэтов», «Илья», антологии современной русской поэзии за пределами России «Освобождённый Улисс», на сайтах «Новая карта русской литературы», «Полутона», «Сетевая словесность»; украинские стихи — на сайте «АртВертеп». Автор стихотворных сборников «Правила ближнего боя» (2005), «Никакой анестезии» (2007), «Париж» (2007), «Судьба» (2009), «Свободный стих как ошибочная доктрина западной демократии» (2010), «2013» (2014), «Будда Солонянского района» (2016), «Кто не спрятался» (2019), «Признаки совершенно нематериального свойства» (2022). Переводился на украинский (Сергей Жадан), итальянский, болгарский, английский и польский языки. Участник международного фестиваля «Биеннале поэтов в Москве» (2005), фестивалей «Киевские лавры» (2006, 2007), «Харьковская баррикада» (2007). Лауреат литературной премии «Международная отметина имени отца русского футуризма Давида Бурлюка» (2007).

## Отзывы
Бородин по природе своей — писатель-протей. Он не то чтобы хаотически надевает маску за маской; ему не всё равно, кем он будет в тот или иной момент, — это он просто такой и есть. В тех книгах, которые Максим Бородин издавал в родном Днепропетровске, спектр превращений ещё богаче и заметнее: там находится место, например, американским, африканским, польским и немецким поэтам, «переведённым» автором (точнее — сгенерированным вместе со своей вполне заслуживающей доверия биографией).— Анна Яновская

Бородин считает своим учителем Геннадия Айги, но из-за конкретности, любви к деталям ближе он, как мне кажется, некрасовской школе (если вообще есть такая школа). <…> Постмодернизм со своей пресловутой «смертью автора» (против этого понятия восставали такие разные авторы, как Всеволод Некрасов и Михаил Айзенберг) уже изживает себя. Бородин пишет сейчас, когда от постмодернизма поэзия постепенно отходит, а вот «к новому берегу» ещё не прибилась.— Елена Гродская

Максим Бородин принадлежит к наиболее заметным авторам Днепропетровска, хотя в «гражданской» жизни он кандидат технических наук. Бородин — основатель альманаха «своевременной» литературы «Стых», чрезвычайно плодовитый поэт. Кажется, главный фирменный признак его произведений — бытовой абсурд с мрачным (псевдо)социальным юмором. Хотя хватает и воздушно-абстрактных построений, и метафор.— Олег Коцарев

«Ты» в стихах Максима Бородина оказывается в той крохотной области, в которой и обитают эти ранящие всё человеческое чистота и непосредственность — только что открывшего мир веры и опытного в нём. Человек стыдлив и застенчив. Максим Бородин показывает, что так и есть — и насколько так. И вот это «Ты» беспокоит, прячется камешеком под стелькой обуви, как лучик в глаза, и так получается (надо обладать смелостью, чтобы показать это в поэзии), что это «Ты» заставляет подумать о… Христе. О Богочеловеке. Но так ли это у Максима Бородина? «Ты» — это может быть и таинственная Любовь, могущественная и безликая. Это может быть — всего лишь! — любимый человек, в котором всё — огромно, о котором нельзя писать со строчной буквы. Впрочем, лучше вернуться к минору. Мне слышится в стихах Максима Бородина тонкая дудочка Блаженного Августина.— Наталия Черных

Но это не значит, что такой поэзии не может быть, — и вот Максим Бородин её наконец (практически в одиночку <…>) создал. И теперь совершенно неясно, почему нас этим так пугали. Ни в ровной меланхолической интонации, ни в использовании эксплицированных риторических фигур и заострённых афористических формулировок как бы между прочим, по ходу дела, ни в постоянных апелляциях к мировой культуре и разношёрстной заграничной географии (нередко в непосредственной близости от деталей местной топографии) нет ничего плохого.— Дмитрий Кузьмин

Максим Бородин продолжает ту линию русской поэзии, которая восходит к минимализму 1950—1960-х, к тому времени, когда поэты вновь начинают использовать свободный стих, понимая его не только как версификационную форму, но как комплексную поэтику, предполагающую отказ от всех традиционных поэтических украшений. Но также и от трансцендентного — от попыток использовать поэтическое слово как инструмент, способный вознести поэта и его читателя в мир горний или бросить в бездну. Коротко говоря, это была «простая» поэзия о «простых» людях и их «простых» переживаниях. Но именно в этой «простоте» (я использую это слово за неимением лучшего) заключалось универсалистское послание такой поэзии: она должна была стать общим языком для всего человечества, избавленного от болезненных иллюзий первой половины века. Характерно, что сейчас эта линия существует скорее на периферии русской поэзии, а трансценденталистское понимание поэтического языка пока снова на переднем плане. И в этом контексте Бородин продолжает свою тихую, но настойчивую работу по воскрешению той универсальной поэзии, кажущейся подчас едва ли не старомодной. Эта достаточно объёмная и обильно иллюстрированная книга состоит из множества бытовых сценок, она не предлагает мистических прорывов и не увлекается политическим мессианизмом, зато она по-настоящему прозрачна. Можно сказать, что это своего рода каталог тех фантазий, чувств и размышлений, что посещают почти каждого жителя Восточной Европы в наше время. И в этом умении создать портрет эпохи видно безусловное мастерство поэта.— Кирилл Корчагин